# Lissonota morum
Lissonota morum är en stekelart som beskrevs av Morley 1913. Lissonota morum ingår i släktet Lissonota och familjen brokparasitsteklar. Inga underarter finns listade i Catalogue of Life.